# Rio di Palazzo
El rio di Palazzo o rio della Canonica és una via fluvial de Venècia, frontera entre els sestiere de Castello i San Marco.

## Ubicació
El Rio di Palazzo ha marcat per molt temps el límit entre els sestiere de Castello i San Marco; flueix cap al sud cap a la conca de San Marco passant per sota del Ponte della Paglia, entre el Palau Ducal i la Prigioni Nuove, que separa el Molo di Palazzo Ducale de la riva degli Schiavoni; flueix cap al nord cap al Rio del Mondo Novo (que passa pel Palazzo Querini Stampalia) i cap al Rio di San Giuliano (o de San Zulian).

## Arquitectura
En aquest canal hi ha els palaus dels sestiere de San Marco i els palaus situats al barri de Castello. Els edificis principals de la costa oriental són el Palazzo Soranzo dell'Angelo, caracteritzat per una barreja de formes gòtiques i renaixentistes, però sobretot conegut per la seva estranya llegenda, el Palazzo Foscarini, el Palazzo Trevisan Cappello, per un temps la residència de Bianca Cappello, el Museo diocesano d'arte sacra Sant'Apollonia i el Palazzo delle Prigioni Nuove. Els edificis principals a la costa occidental són el Palau Ducal i el Palazzo Patriarcale. Aquest corrent és travessat per diversos ponts, anomenats Paglia i Sospiri, Canonica, Consorzi i Remedio, els últims dos privats.